# Леер
Леер (на нидерландски: leier или от leiden – водя) е силно опънато въже, двата края на което са закрепени на корабни конструкции (стойки, мачтите, надстройки и прочее). Леерите, закрепени в краищата си към носа и кърмата на съда, преминават в средните си части през топа на грот и фокмачтата. Леерите служат за издигането на косите платна (триъгълни), ограждане на палубните отвори или откритите палуби на местата, които не са защитени с комингси или фалшборда, издигането на тенти, окчаване на шлангове при прехвърляне на течно гориво по време на движение и други цели.
По време на голямо вълнение по дължината на съда се опъват така наречените щормови леери, за които да се държиш при преходи по откритите участъци от палубите.
Спасителни леери се наричат въжетата, закрепени на бордовете на спасителните лодки.
Временното или стационарното ограждение на горната палуба, откритите палуби на надстрйките и рубките, мостиците, отворите на люковете и шахтите, състоящо се от метални леерни стойки и опънатите между тях леери, се нарича леерно устройство или леерно ограждение. Служи за предотвратяване на падане на хора зад борда или в трюма.
Характеристики и конструкция на леерното ограждение е описано в ОСТ (отраслов стандарт) 5.2124 – 81 (на руски: Изделия леерного ограждения. Технические условия).